# Anopheles recens
Anopheles recens este o specie de țânțari din genul Anopheles, descrisă de Sallum și EL Peyton în anul 2005. Conform Catalogue of Life specia Anopheles recens nu are subspecii cunoscute.